# Affaire Dahmane
 (mai 2014).
L'Affaire Dahmane est un dossier faisant suite à un contentieux entre le joueur de football algérien Mohamed Dahmane el le club belge du K. RC Genk qui fut son employeur durant la saison 2007-2008.
L'attaquant obtient gain de cause en Appel. La décision du Tribunal, qui limite les indemnités de rupture de contrat à 12 mois de salaire, place les clubs belges devant une situation « délicate ».

## L'affaire

### Origine du désaccord
Arrivé en Belgique, dans le courant de la saison 2005-2006, l'Algérien Mohamed Dahmane se met directement en évidence avec le club du R. Francs Borains (appellation de l'époque) qui milite alors en Division 3 belge. Transféré au R. AEC Mons, le joueur est sacré champion en Division 2 belge la saison suivante, en terminant meilleur buteur de ce club et en étant élu joueur de l'année par les sympathisants du cercle hennuyer. Dahmane signe alors au K. RC Genk, club ambitieux de Division 1 belge (Jupiler League).
La progression de l'attaquant connaît alors un coup d'arrêt. Aligné seulement onze fois en matches officiels (1 but), Dahmane est en désaccord avec Hugo Broos l'entraîneur du club limbourgeois qui l'envoie dans le « noyau B ».
En janvier 2008, l'attaquant algérien rompt unilatéralement son contrat et s'engage de nouveau avec Mons. Les montants des indemnités dues par le joueur à son club-employeur sont la cause d'un litige qui se règle devant les tribunaux.

### Décisions de justice
La première décision juridique de cette affaire est prise, le 29 mai 2009,  par le Tribunal du Travail de Tongres qui condamne le joueur à rembourser 879.000 euro au RC Genk. La Cour estime « ...que le club était libre de faire évoluer son joueur dans ce noyau et que ce choix ne pouvait être retenu par Mohamed Dahmane comme un motif urgent de rupture de contrat.»
Mécontent du verdict, Dahmane qui est assisté par l'avocat Maître Luc Misson (qui a défendu les intérêts du joueur Jean-Marc Bosman dix ans plus tôt) este en appel.
Devant le Tribunal du Travail d'Hasselt, la défense du joueur argumente « ...qu'en matière d'indemnités réclammées il y une trop grande disproportion par rapport aux sommes que doivent payer l'ensemble des travailleurs en Belgique dans une situation identique...que l'importance des indemnités de rupture limitent la libre circulation des travailleurs...Les indemnités sont trop lourdes, surtout si le joueur concerné est déjà âgé et qu'il touche un salaire important...La carrière moyenne d'un sportif professionnel est en outre souvent très courte. »
Le 6 mai 2014, le Tribunal anversois abonde dans le sens la défense et ramène les indemnités à 220.000 euros, considérant « ...que l'indemnité de rupture maximale d'un sportif rémunéré ne peut plus être de 36 mois de rémunération brute mais bien de 12 mois, comme pour les autres travailleurs. » 